# Russen in der Ukraine

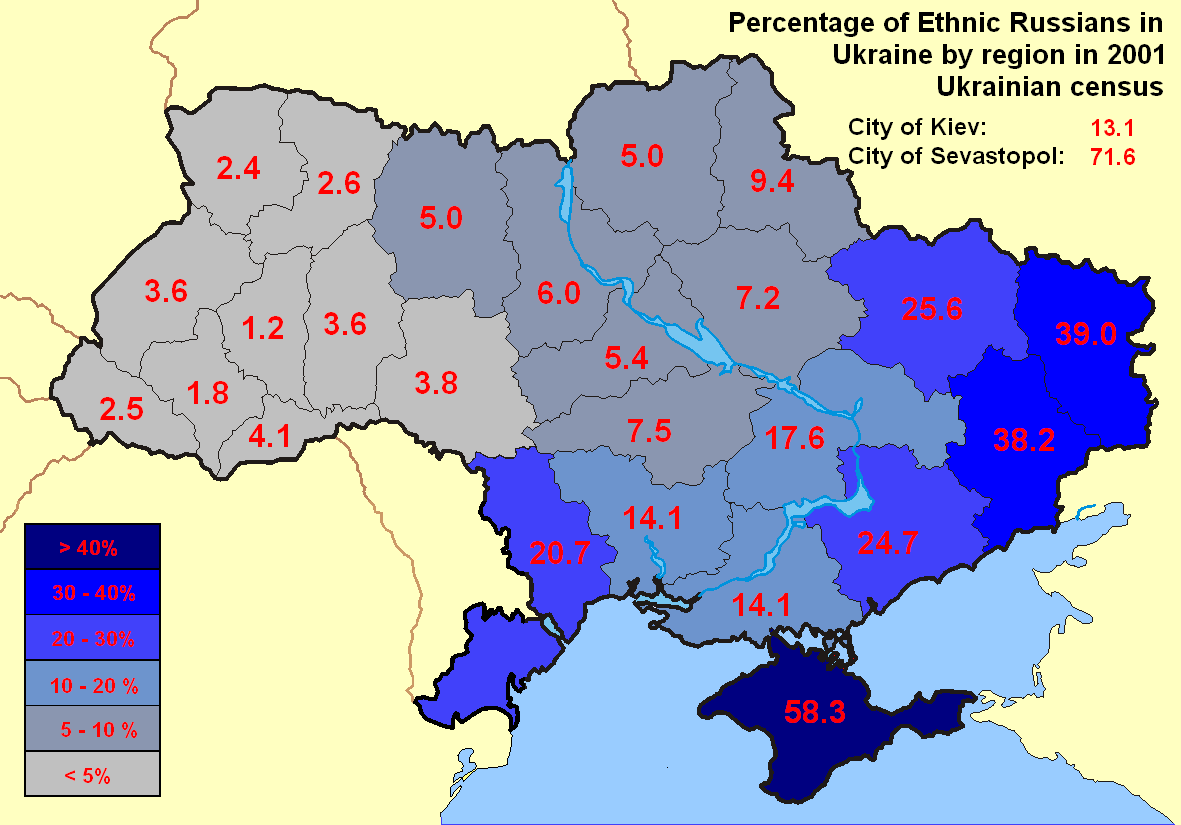
Anteil ethnischer Russen in ukrainischen Oblasten (2001)

Die Russen in der Ukraine bilden die größte ethnische Minderheit des Landes. Sie bildet die größte russische Gemeinschaft außerhalb Russlands. Bei der ukrainischen Volkszählung 2001 bezeichneten sich noch 8.334.100 Personen als Russen (17,3 % der ukrainischen Bevölkerung), 2020 in einer Umfrage nur noch 6 %. Diese Zahl setzt sich zusammen aus den Personen, die in Russland geboren wurden, und der in der Ukraine geborenen Menschen, die sich der russischen Ethnie zugehörig fühlen. Die Anzahl der Russen in der Ukraine ist nicht gleichzusetzen mit der russischsprachigen Bevölkerung, da ein großer Teil der Ukrainer das Russische als Muttersprache oder Zweitsprache spricht, weshalb Sprache und ethnische Zugehörigkeit nicht übereinstimmen müssen.
Von russischen Regierungen bis zurück in die Zarenzeit wurde eine eigenständige ukrainische Nation geleugnet und die Ukrainer aufgrund sprachlicher, kultureller und religiöser Gemeinsamkeiten als Teil des dreieinigen russischen Volks proklamiert. In jüngerer Zeit hat sich die Regierung von Wladimir Putin diese Argumentation zu eigen gemacht (siehe Zur historischen Einheit von Russen und Ukrainern) und gleichzeitig einen angeblichen Völkermord an den Russen im Donbass als Rechtfertigung für den Angriffskrieg auf die Ukraine 2022 verwendet. Im Gegenzug wurde von der ukrainischen Ministerin Olha Stefanischyna 2023 die Existenz einer russischen Minderheit in der Ukraine geleugnet. Es gäbe stattdessen lediglich russischsprachige Ukrainer.

## Geschichte

### Frühzeit
Sowohl die moderne Ukraine als auch Russland sehen die Kiewer Rus (ca. 880–1240) als den Beginn ihrer Staatlichkeit an. Das gemeinsame orthodoxe Christentum beider Völker geht auf diese Periode zurück. Danach trennte sich die Entwicklungsgeschichte der beiden Länder durch die Mongolische Invasion der Rus. Im Osten errang das Fürstentum Moskau die Vorherrschaft unter den verschiedenen Fürstentümern der alten Rus und bildete die Grundlage für das spätere Zarentum Russland. Die Gebiete der heutigen Ukraine fielen dagegen unter die Vorherrschaft des Großfürstentums Litauen bzw. Polen-Litauens und im Falle der Krim und der Südukraine an das muslimische Khanat der Krim.

### Verstärkte russische Siedlung unter den Zaren

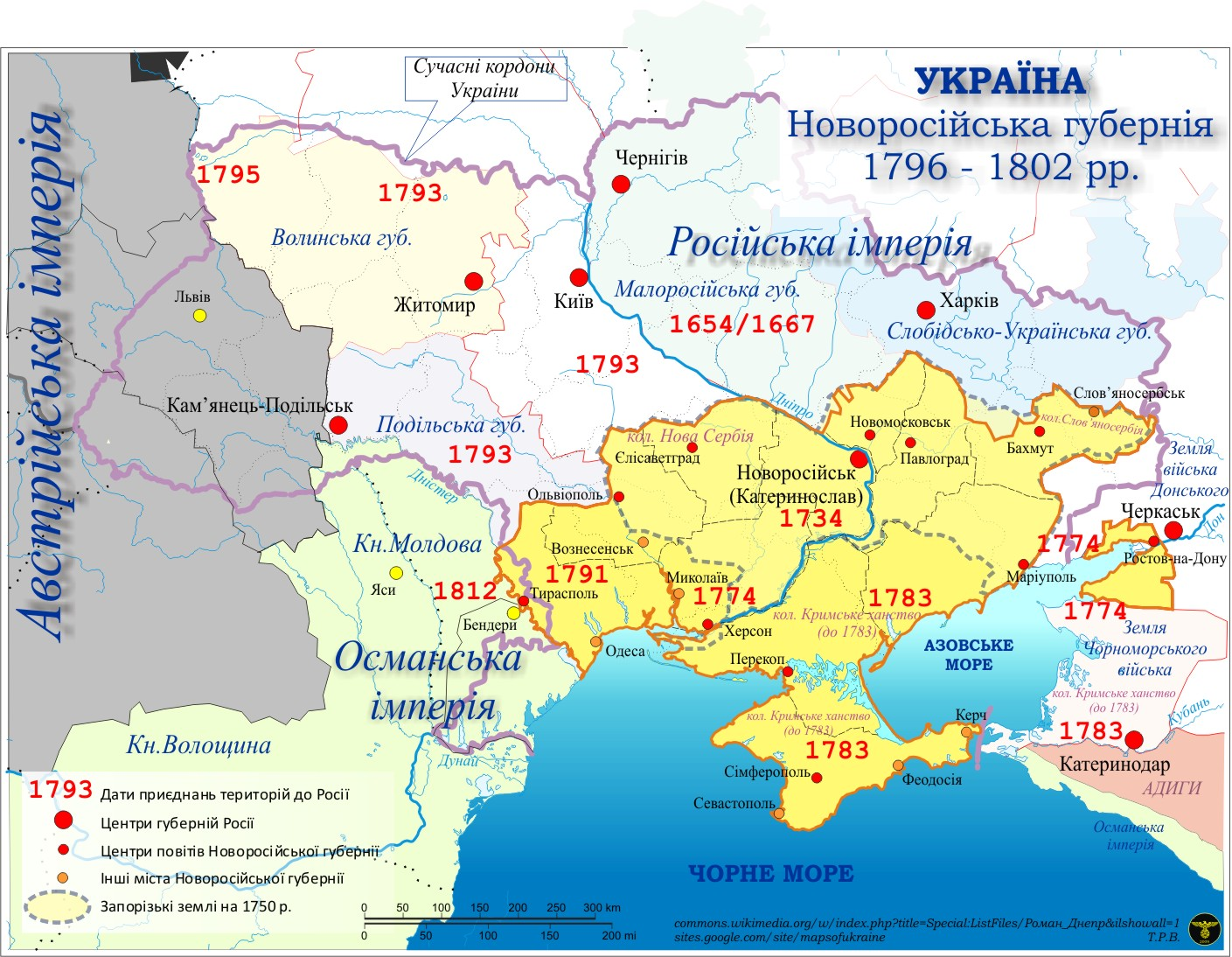
Gebiet Noworossija um 1800

Vor dem 14. und 15. Jahrhundert gab es nur relativ wenige Russen (bzw. Moskowiter) in den Ländern der Ruthenen von Polen-Litauen. Einige davon waren von orthodoxem Klerus Moskaus verfolgte Häretiker. Einer der bekanntesten Moskowiter in der mittelalterlichen Ukraine war Iwan Fjodorow, der die Ostroger Bibel veröffentlichte und das Buchdruckwesen in der Ukraine begründete. Im 16. Jahrhundert begann Moskau mit dem Aufbau einer Reihe von befestigten Grenzposten in der Sloboda-Ukraine als Verteidigungslinie gegen die Krimtataren. Das Gebiet wurde dann für russische und ukrainische Kolonisten geöffnet. Moskau etablierte auch enge Beziehungen zu den Saporoger Kosaken, welche dem russischen Zaren 1654 mit dem Vertrag von Perejaslaw die Treue schworen. Die russische Präsenz in der linksufrigen Ukraine verstärkte sich infolge dramatisch.
Ende des 18. Jahrhunderts eroberte das Russische Reich große, dünn besiedelte Steppengebiete des ehemaligen Khanats der Krim. Die systematische Besiedlung der Gebiete, die als Noworossija (hauptsächlich die Krim, Taurien und die Gegend um Odessa) bezeichnet wurden, begann. Migranten vieler ethnischer Gruppen (vor allem Ukrainer und Russen aus den Kernregionen Russlands) kamen in das Gebiet und Städte wie Cherson, Saporischschja, Odessa, Simferopol, Mariupol, Sewastopol oder Dnipro entstanden. Gleichzeitig markierte die Entdeckung von Kohle im Donezbecken den Beginn einer groß angelegten Industrialisierung und eines Zustroms von Arbeitskräften aus anderen Teilen des Russischen Reiches. Mit den Teilungen Polens zwischen 1772 und 1795 zogen außerdem auch zahlreiche Russen in die rechtsufrige Ukraine, wo der russische Adel Ländereien des enteigneten polnischen Adels erhielt.

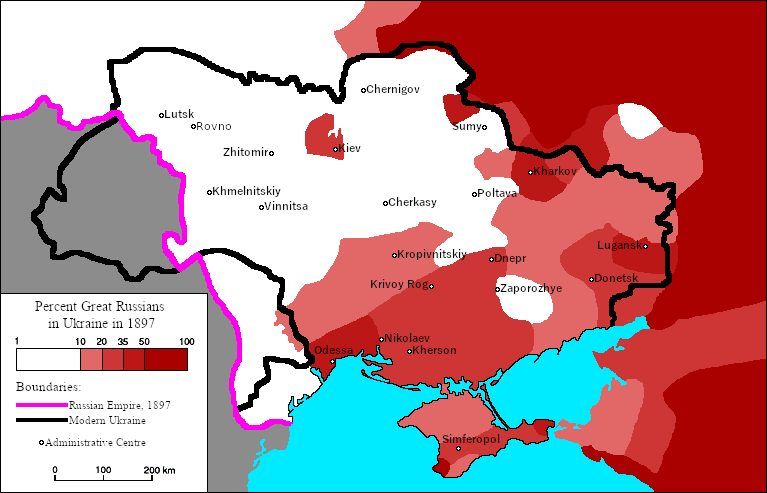
Anteil der „Großrussen“ in der Ukraine (1897)

Das Hetmanat wurde 1764 aufgelöst und die Kosaken entmachtet. Die Bevölkerung Noworossijas vermischte sich schließlich und die Russifizierung war staatliche Politik. Das Russische Reich betrachtete Ukrainer, Russen und Weißrussen offiziell als Klein-, Groß- und Weißrussen, die nach der im kaiserlichen Russland offiziellen Staatsideologie zu einer einzigen russischen Nation gehörten.
Im 19. Jahrhundert und frühen 20. Jahrhundert verstärkte sich der Zuzug von Russen in die Ukraine weiter. Zwischen 1890 und 1930 ließen sich zwei Millionen Russen in der Ukraine nieder. Russische Migranten zog es dabei besonders ins Donezbecken und in die großen Städte. Bei der russischen Volkszählung von 1897 hatten russische Muttersprachler einen Bevölkerungsanteil von 54 % in Kiew, 63 % in Charkiw und 48 % in Odessa. Landesweit lag der Anteil bei 11,7 %. Die Russen (und Juden) dominierten die Städte, während die Ukrainer überwiegend auf dem Land lebten. Im 19. Jahrhundert kontrollierten Russen über die Hälfte der kapitalintensiven Industrieunternehmen. Außer in der rechtsufrigen Ukraine, wo Polen und Juden eine beträchtliche Wirtschaftskraft behielten, dominierten die Russen die kapitalistische Entwicklung der Ukraine. Infolgedessen entwickelten die großen Städte der Ukraine einen zunehmend russischen Charakter. Die auf dem Land lebenden Russen lebten in eigenen Dörfern und Hochzeiten zwischen den verschiedenen Gemeinschaften waren selten.

### Sowjetzeit
Durch den Ersten Weltkrieg entstand kurzzeitig ein unabhängiger ukrainischer Staat, der jedoch bald darauf von Sowjetrussland erobert wurde. Die Ukrainische SSR war bis zur Gründung der UdSSR im Jahr 1922 de jure ein eigenständiger Staat und bestand bis zum Zerfall der Sowjetunion im Jahr 1991 fort. Lenin bestand darauf, dass ein Ignorieren der nationalen Frage in der Ukraine die Unterstützung der Revolution durch die ukrainische Bevölkerung gefährden würde, und so wurden die neuen Grenzen der Sowjetukraine weitgehend in dem Umfang festgelegt, den die Ukrainische Volksrepublik 1918 für sich beanspruchte. Die neuen Grenzen schlossen Noworossija (einschließlich der kurzlebigen Sowjetrepublik Donezk-Kriwoj Rog) und andere benachbarte Provinzen, in denen eine beträchtliche Anzahl ethnischer Russen lebte, vollständig ein. Nach einer anfänglichen Förderung der ukrainischen Sprache und Kultur wurde diese jedoch von Stalin in den 1930er Jahren wieder unterdrückt.
Das Gebiet der Ukraine war eines der Hauptschlachtfelder während des Zweiten Weltkriegs und die Infrastruktur des Landes wurde zerstört. Hinzu kam die Entvölkerung, die durch den Holodomor den Jahren 1931–1932 und einer weiteren Hungersnot im Jahr 1947 verursacht wurde. Ein großer Teil der neuen Einwanderer, die zur Industrialisierung, Integration und Sowjetisierung der kürzlich erworbenen westukrainischen Gebiete kamen, waren ethnische Russen, die sich vor allem in der Nähe von Industriezentren und Militärgarnisonen niederließen. Während des Kriegs wurden zudem die Krimtataren und die Krimdeutschen von Stalin nach Zentralasien deportiert und die Krim neu von Russen besiedelt. 1954 wurde die Krim von Nikita Chruschtschow von der Russischen an die Ukrainische Sowjetrepublik transferiert, was damals wenig Bedeutung hatte, da beide Gebiete zum selben Staat gehörten. In der sowjetischen Ära stieg der ethnisch russische Bevölkerungsanteil in der Ukraine von 13,4 % auf 22,1 % an. Sozioökonomisch glichen sich die Gruppen aber an, da mit der verstärkten Industrialisierung viele Ukrainer in die Städte zogen.

### Unabhängige Ukraine

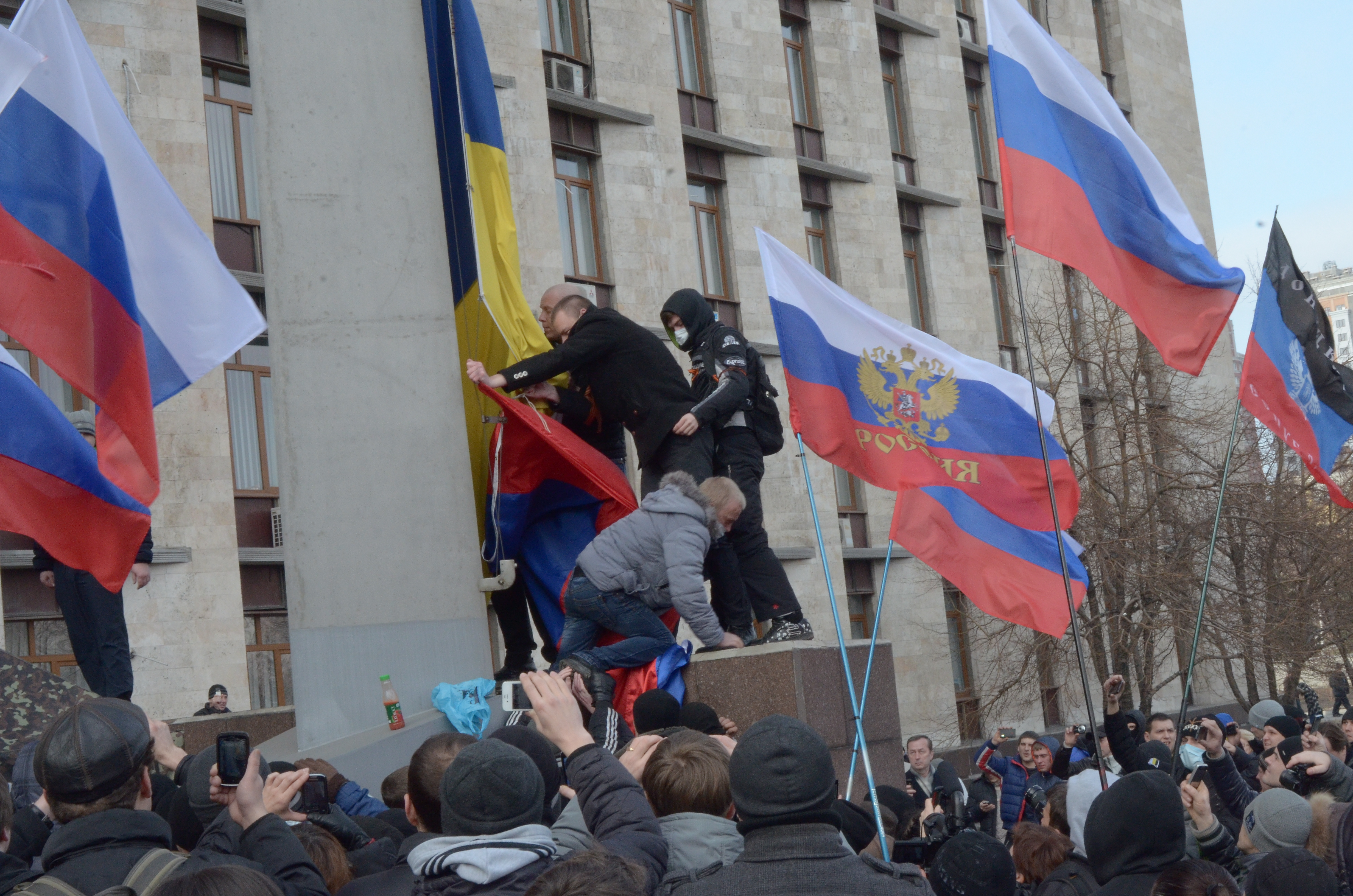
Prorussische Proteste in Donezk (2014)

Nach der Auflösung der Sowjetunion wurde die Ukraine ein unabhängiger Staat. Diese Unabhängigkeit wurde durch das Referendum in allen Regionen der Ukrainischen SSR unterstützt, einschließlich der Regionen mit großer russischer Bevölkerung, wobei die Unterstützung im Westen der Ukraine am stärksten war. Eine Studie der Nationalen Akademie der Wissenschaften der Ukraine ergab, dass sich 1991 75 % der ethnischen Russen in der Ukraine nicht mehr mit der russischen Nation identifizierten. Im ukrainischen Unabhängigkeitsreferendum vom Dezember 1991 stimmten 55 % der ethnischen Russen in der Ukraine für die Unabhängigkeit. Nach der Unabhängigkeit blieben Russen ein Fünftel der Bevölkerung mit einer noch deutlich größeren russophonen Bevölkerung, was für Konflikte über den Status der russischen Sprache als Amtssprache und im Bildungswesen sorgte. 1994 fand im Oblast Donezk und im Oblast Luhansk ein Referendum statt, bei dem sich rund 90 % dafür aussprachen, dass die russische Sprache den Status einer Amtssprache neben dem Ukrainischen erhalten und auf regionaler Ebene Amtssprache werden sollte, was allerdings von der ukrainischen Regierung ignoriert wurde.

#### Nach 2014
Nach den Ereignissen des Euromaidan kam es in Regionen mit einem hohen Anteil russischstämmiger Bevölkerung zu Protesten und separatistischen Aktivitäten, welche von Russland unterstützt wurden. Russland annektierte 2014 die mehrheitlich von Russen bewohnte Halbinsel Krim, und zwar mit der Begründung, die russische Bevölkerung dort „beschützen“ zu müssen. Die prorussischen Proteste in den Oblasten Donezk und Luhansk eskalierten zu einem bewaffneten separatistischen Aufstand. Diese Ereignisse führten zu einem Zusammenbruch der russisch-ukrainischen Beziehungen und Bemühungen zu einer Ukrainisierung durch folgende ukrainische Regierungen z. B. durch das Verbot russischer Kulturimporte und der russischen Sprache im Bildungswesen.
Durch den Konflikt seit 2014 wurden zahlreiche Städte der russophonen Ostgebiete der Ukraine zerstört, was durch die großflächige russische Invasion der Ukraine von 2022 noch verschärft wurde, obwohl Russlands Präsident Putin den Angriff erneut mit dem Schutz der russischen Minderheit legitimierte, der dem „faschistischen Regime“ in Kiew einen „Völkermord“ an den Russen vorwarf. Im September 2022 proklamierte Putin einseitig die Annexion der ukrainischen Oblaste Luhansk, Donezk, Saporischschja und Cherson in die Russische Föderation, in denen ein großer Teil der verblieben russischen Bevölkerung der Ukraine lebte. In besetzten Gebieten siedelten die Besatzer illegal Russen an und die Verwaltung wurde von Russen übernommen. Ukrainer wurden dazu genötigt russische Pässe anzunehmen und die russische Politik zielte auf die Auslöschung jeglicher Erinnerung an eine Zugehörigkeit zum ukrainischen Staat.

## Demografie
| Jahr | Gesamtbevölkerung der Ukraine | Russen     | %      |
| ---- | ----------------------------- | ---------- | ------ |
| 1926 | 29.018.187                    | 2.677.166  | 9,2 %  |
| 1939 | 30.946.218                    | 4.175.299  | 13,4 % |
| 1959 | 41.869.046                    | 7.090.813  | 16,9 % |
| 1970 | 47.126.517                    | 9.126.331  | 19,3 % |
| 1979 | 49.609.333                    | 10.471.602 | 21,1 % |
| 1989 | 51.452.034                    | 11.355.582 | 22,1 % |
| 2001 | 48.457.000                    | 8.334.100  | 17,2 % |

Im Allgemeinen nahm die Bevölkerung der ethnischen Russen in der Ukraine aufgrund von Assimilation und Zuwanderung zwischen 1897 und 1939 trotz Hungersnot, Krieg und Revolution zu. Seit 1991 ist sie in allen Regionen drastisch zurückgegangen, sowohl quantitativ als auch proportional. Die Ukraine hat in den zehn Jahren zwischen 1991 und 2001 insgesamt 3 Millionen Russen verloren, d. h. etwas mehr als ein Viertel aller dort lebenden Russen, und ihr Anteil ist von über 22 % der ukrainischen Bevölkerung auf knapp über 17 % zurückgegangen. Nach 2001 wurde bis heute (Stand 2024) kein weitere Volkszählung durchgeführt, aufgrund von Auswanderung, hoher Sterblichkeit bei niedrigen Geburtenraten und dem Krieg in Donbass ist allerdings ein weiterer Rückgang der russischen Bevölkerung anzunehmen.
Dies ist auf mehrere Faktoren zurückzuführen: Die meisten Russen lebten zu Sowjetzeiten in städtischen Zentren und waren daher am stärksten von den wirtschaftlichen Schwierigkeiten der 1990er Jahre betroffen. Einige entschieden sich für die Auswanderung aus der Ukraine nach (meist) Russland oder in den Westen. Schließlich erklärten sich einige derjenigen, die zu Sowjetzeiten als Russen gezählt wurden, bei der letzten Volkszählung als Ukrainer.

### Verteilung der russischen Bevölkerung

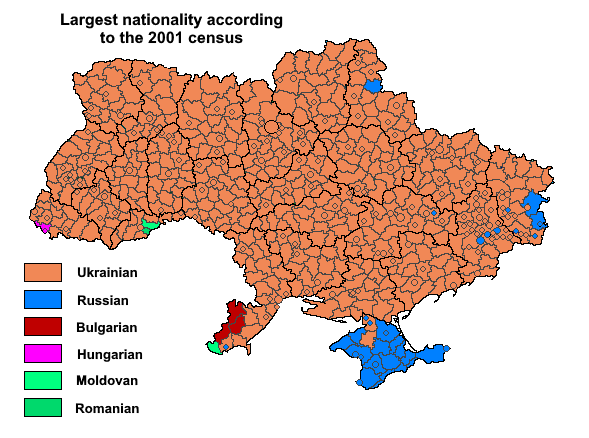
Größte Ethnie nach Gemeinde/Rajon (2001)

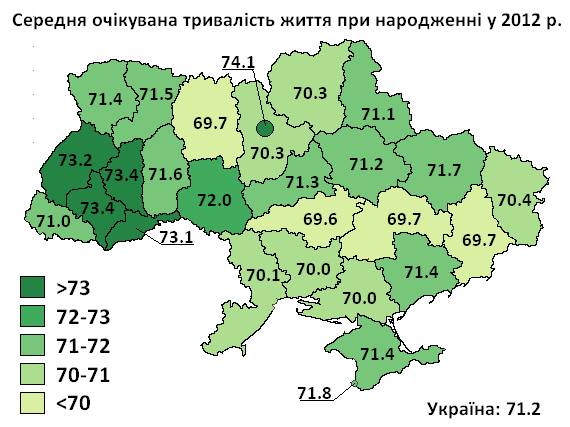
Lebenserwartung in der Ukraine nach Oblast (2012)

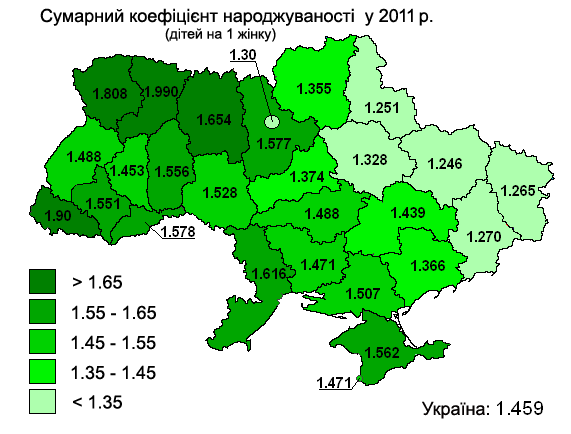
Geburtenrate nach Oblast (2011)

Ethnische Russen leben in der gesamten Ukraine. Im Osten und Süden stellen sie einen beträchtlichen Teil der Gesamtbevölkerung, im Zentrum eine bedeutende Minderheit und im Westen eine kleinere Minderheit. Im Westen und in der Mitte des Landes ist der Anteil der Russen in den Städten und Industriezentren höher, während er in den überwiegend ukrainischsprachigen ländlichen Gebieten deutlich geringer ist. Knapp 95 Prozent der Russen in der Ukraine sprachen 2001 auch Russisch, wobei die Hälfte auch das Ukrainische beherrschte.
| Oblast                 | Anzahl    | Anteil in % |
| ---------------------- | --------- | ----------- |
| Stadt Sewastopol       | 270.000   | 71,6        |
| Autonome Republik Krim | 1.180.400 | 58,3        |
| Oblast Luhansk         | 991.800   | 39,0        |
| Oblast Donezk          | 1.844.400 | 38,2        |
| Oblast Charkiw         | 742.000   | 25,6        |
| Oblast Saporischschja  | 476.800   | 24,7        |
| Oblast Odessa          | 508.500   | 20,7        |
| Oblast Dnipropetrowsk  | 627.500   | 17,6        |
| Oblast Mykolajiw       | 177.500   | 14,1        |
| Oblast Cherson         | 165.200   | 14,1        |
| Stadt Kiew             | 337.300   | 13,1        |
| Oblast Sumy            | 121.700   | 9,4         |
| Oblast Kirowohrad      | 83.900    | 7,5         |
| Oblast Poltawa         | 117.100   | 7,2         |
| Oblast Kiew            | 109.300   | 6,0         |
| Oblast Tscherkassy     | 75.600    | 5,4         |
| Oblast Schytomyr       | 68.900    | 5,0         |
| Oblast Tschernihiw     | 62.200    | 5,0         |
| Oblast Tscherniwzi     | 37.900    | 4,1         |
| Oblast Winnyzja        | 67.500    | 3,8         |
| Oblast Lwiw            | 92.600    | 3,6         |
| Oblast Chmelnyzkyj     | 50.700    | 3,6         |
| Oblast Riwne           | 30.100    | 2,6         |
| Oblast Transkarpatien  | 31.000    | 2,5         |
| Oblast Wolyn           | 25.100    | 2,4         |
| Oblast Iwano-Frankiwsk | 24.900    | 1,8         |
| Oblast Ternopil        | 14.200    | 1,2         |
| Ukraine                | 8.334.100 | 17,2        |

## Identität und Politik

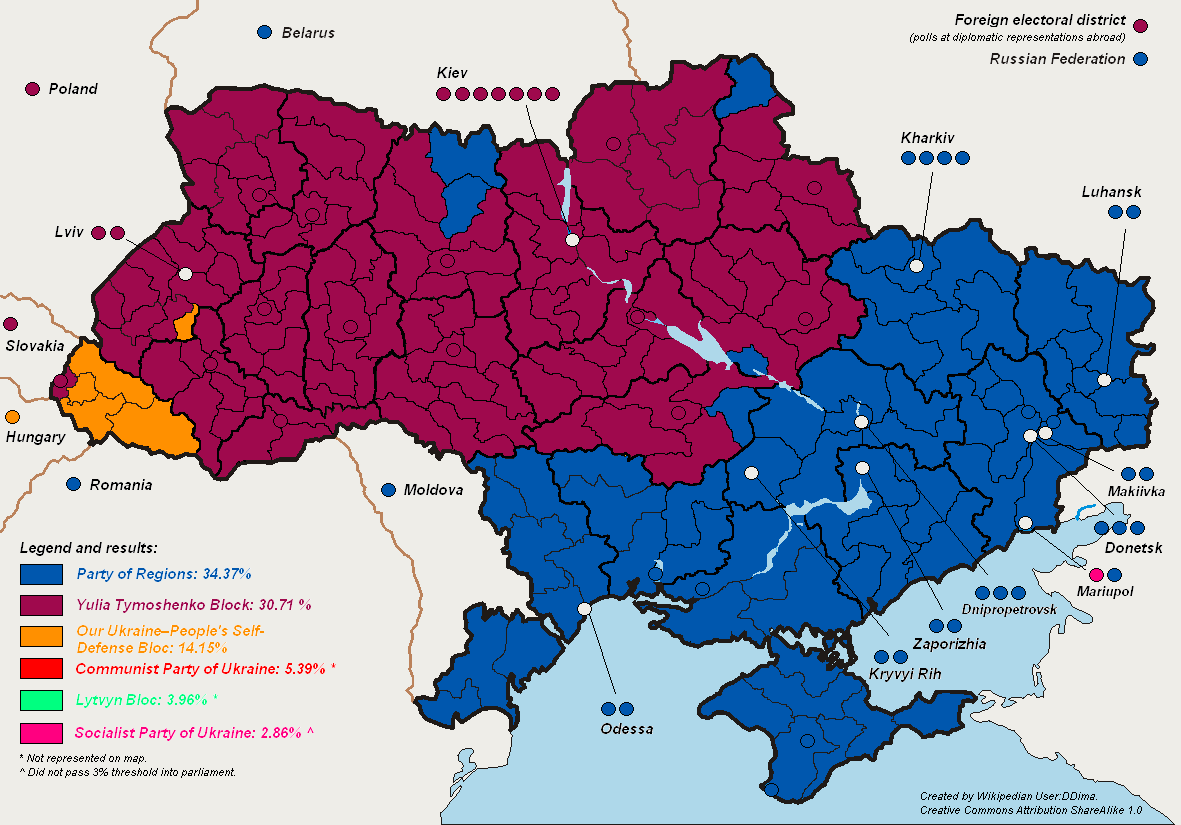
Bei der Parlamentswahlen 2007 dominierte die prorussische Partei der Regionen den Süden und Osten und der prowestliche Blok Juliji Tymoschenko den Westen

Nach der Unabhängigkeit der Ukraine zeigte sich eine politische Spaltung zwischen der prowestlichen westlichen Ukraine und der prorussischen östlichen Ukraine. So hatte der prowestliche Wiktor Juschtschenko seine Hochburgen im Westen und der prorussische Wiktor Janukowytsch hatte seine Hochburg im Osten und Süden der Ukraine. Verschiedene Parteien haben die russische Minderheit und russophone Bevölkerung politisch vertreten, darunter die Partei der Regionen, die Kommunistische Partei der Ukraine oder der Oppositionsblock. Die Annexion prorussischer Regionen und der Konflikt mit Russland hat jedoch fast zum völligen Verschwinden bzw. zum Verbot prorussischer Kräfte geführt. Einige rechte ukrainische nationalistische Parteien wie Swoboda haben sich antirussischer Rhetorik bedient, hatten jedoch nur wenig nachhaltigen Erfolg an der Wahlurne zu verzeichnen.
Es gab jedoch in der Zeit vor den Konflikten ab 2014 trotz einer politischen Spaltung des Landes wenig Hinweise auf verbreitete Diskriminierung oder ethnische Konflikte in der Ukraine. Laut einer vergleichenden Umfrage von 2007 sahen sich nur 0,1 % der ukrainischen Einwohner als Angehörige einer Gruppe, die aufgrund ihrer Nationalität diskriminiert wird. Im März 2022, kurz nach Beginn der russischen Invasion in der Ukraine, ergab eine Umfrage, dass 82 % der in der Ukraine lebenden ethnischen Russen der Meinung waren, dass kein Teil der Ukraine rechtmäßig zu Russland gehöre. An der Umfrage nahmen keine Befragten von der Krim oder aus dem von Separatisten kontrollierten Teil des Donbass teil. 65 % der Ukrainer – darunter 88 % der russischstämmigen Befragten – stimmten zu, dass es „trotz unserer Unterschiede mehr gibt, was die in der Ukraine lebenden ethnischen Russen und die Ukrainer eint, als was sie trennt“.
Eine Diskriminierung der russischen Minderheit wurde immer wieder von Russland behauptet und als Vorwand für Kriegsführung und Annexionen genutzt. Einige Maßnahmen der ukrainischen Regierung wurden auch international als Beschränkung von Minderheitsrechten kritisiert, so z. B. Sprachregelungen für Schulen. Nach 2014 und insbesondere nach 2022 wurden Bemühungen zur Beseitigung der russischen Einflüsse in der Ukraine verstärkt, so z. B. durch das Vorgehen gegen die russisch-orthodoxe Kirche im Land.